# Hérimoncourt
Hérimoncourt – miejscowość i gmina we Francji, w regionie Burgundia-Franche-Comté, w departamencie Doubs.
Według danych na rok 1990 gminę zamieszkiwały 3923 osoby, a gęstość zaludnienia wynosiła 538 osób/km² (wśród 1786 gmin Franche-Comté Hérimoncourt plasuje się na 38. miejscu pod względem liczby ludności, natomiast pod względem powierzchni na miejscu 618.).